# Union de Groupements Sportifs Élite Nantes Volley Féminin 2011-2012
Questa voce raccoglie le informazioni riguardanti l'Union de Groupements Sportifs Élite Nantes Volley Féminin nelle competizioni ufficiali della stagione 2011-2012.

## Organigramma societario
Area direttiva
- Presidente: Monique Bernard

Area tecnica
- Allenatore: Michel Genson
- Allenatore in seconda: Sylvain Quinquis, Dominique Duvivier

## Rosa
| N° | Nome                 | Ruolo | Data di nascita  | Nazionalità sportiva |
| -- | -------------------- | ----- | ---------------- | -------------------- |
| 4  | Agnieszka Drzewiczuk | C     | 5 novembre 1982  | Polonia              |
| 5  | Florentina Nedelcu   | S     | 26 marzo 1976    | Romania              |
| 6  | Jeannie Bernard      | P     | 5 ottobre 1987   | Francia              |
| 7  | Mallory Steux        | P     | 24 ottobre 1988  | Francia              |
| 8  | Kelly-Anne Billingy  | S/O   | 15 maggio 1986   | Trinidad e Tobago    |
| 9  | Lenaig Lemoigne      | L     | 28 maggio 1990   | Francia              |
| 10 | Magda Maras          | S     | 6 marzo 1985     | Croazia              |
| 12 | Clémentine Druenne   | S     | 5 dicembre 1993  | Francia              |
| 13 | Marion Gauthier      | C     | 13 febbraio 1993 | Francia              |
| 14 | Laura Bonnerová      | C     | 22 dicembre 1982 | Rep. Ceca            |
| 16 | Valéria Hejjas       | S     | 4 luglio 1980    | Ungheria             |
| 17 | Alexandra Dascalu    | S     | 17 aprile 1991   | Francia              |